# Einzelnukleotid-Polymorphismus

DNA-Molekül 1 unterscheidet sich von DNA-Molekül 2 in einem einzigen Basenpaar.

Mit dem Begriff Einzelnukleotid-Polymorphismus (SNP, engl.  Single Nucleotide Polymorphism; im Laborjargon gesprochen: ‚Snip‘) wird eine Variation eines einzelnen Basenpaares in einem komplementären DNA-Doppelstrang bezeichnet. SNPs sind geerbte und vererbbare genetische Varianten. Begrifflich davon abzugrenzen ist der Begriff der Mutation, der in der Regel eine neu aufgetretene Veränderung bezeichnet.

## Eigenschaften
SNPs stellen circa 90 % aller genetischen Varianten im menschlichen Genom dar. Sie treten nicht gleichverteilt auf, sondern ungleichmäßig stark an bestimmten Regionen. Zwei Drittel aller SNPs bestehen aus dem Austausch von Cytosin durch Thymin, da Cytosin im Wirbeltier-Genom durch Methylierung in 5-Methylcytosin umgewandelt wird, das dann zu Thymin desaminieren kann.
SNPs können in nicht-kodierenden Genabschnitten liegen (außerhalb von Genen sowie in Introns) oder in codierenden Gen-Abschnitten, die in Proteine transkribiert werden. Bei letzteren unterscheidet man sogenannte „stumme“ (silent) oder „synonyme“ SNPs, die zwar die Nukleotidsequenz, aber aufgrund der Degeneration des genetischen Codes die davon abgeleitete Aminosäuresequenz nicht verändern, und „nicht-synonyme“ SNPs, die zu einem Aminosäurewechsel an dem betreffenden Codon führen. Selbst wenn ein SNP in einem nicht-kodierenden Genombereich liegt, kann er Auswirkungen auf die Gen-Transkription haben (regulatorische SNPs), wenn er z. B. in DNA-Abschnitten liegt, an die Transkriptionsfaktoren (Enhancer, Silencer) oder RNA-Polymerasen binden (Promotoren). Durch SNPs in einem Intron kann z. B. auch eine „kryptische“ Spleißstelle entstehen.
SNPs werden auch als „erfolgreiche Punktmutationen“ bezeichnet, d. h. als genetische Veränderungen, die sich zu einem gewissen Grad im Genpool einer Population durchgesetzt haben, also darin zu erblichen Veränderungen geworden sind. Einige SNPs korrelieren z. B. mit bestimmten Reaktionen des Organismus bei bestimmten Infektionen oder Kontakt mit speziellen Substanzen. Ihre wissenschaftliche Bedeutung liegt im häufigen Auftreten und der hohen Variabilität, außerdem sind sie sehr schnell und einfach zu bestimmen. Deswegen werden sie zum Beispiel bei der Suche nach Quantitative Trait Loci, also Chromosomenabschnitten mit Einfluss auf die Ausprägung eines quantitativen Merkmals, zur Identifikation von Individuen und bei Verwandtschaftsdiagnosen, aber auch in der Forschung zur Medikamentenverträglichkeit u. ä. genutzt. Das Ausmaß gemeinsamer SNPs dient in der genetischen Genealogie zur Bestimmung des Verwandtschaftsgrades bzw. -verhältnisses.
Methoden zur Identifikation von Einzelnukleotid-Polymorphismen sind z. B. die DNA-Sequenzierung, Microarrays und in Verbindung mit allelspezifischen Oligonukleotiden die Polymerase-Kettenreaktion und die isothermale DNA-Amplifikation.

## Beispiele und medizinische Bedeutung
Früher wurde den SNPs wenig Beachtung geschenkt, insbesondere dann, wenn sie in nicht-kodierenden Genabschnitten liegen. Man hielt sie für weitgehend bedeutungslose Varianten. Durch großangelegte genomweite Assoziationsstudien ist mittlerweile bekannt, dass einige SNPs das Risiko für bestimmte Erkrankungen in komplexer, zum großen Teil nicht verstandener Weise beeinflussen. Dies gilt beispielsweise für einzelne nicht-kodierende SNPs in den menschlichen Genen IKZF1, ARID5B sowie CEBPE und das mit ihnen verbundene Risiko, an akuter lymphatischer Leukämie zu erkranken.
SNPs im NOD2/CARD15-Gen sind mit gehäuftem Auftreten von Morbus Crohn, einer Chronisch-entzündlichen Darmerkrankung assoziiert. Andere SNPs können die Wirksamkeit einer medizinischen Behandlung abändern. Bestimmte nicht-kodierende Einzelnukleotid-Polymorphismen im Gen IL28B beeinflussen die Wirksamkeit einer Behandlung einer Hepatitis C mit pegyliertem Interferon-alpha.
Durch Einzelnukleotid-Änderung charakterisierte Allele müssen sich im Individuum nicht negativ auswirken. Manche haben für den Phänotyp keine erkennbaren Folgen, andere Varianten sind dem Organismus sogar förderlich. So verdanken Europäer die Laktosetoleranz einem SNP im Intron des Gens MCM6, welches 5' von LCT (Lactase) liegt.
Variationen im menschlichen Gen FOXO3 sind für auffällige Langlebigkeit verantwortlich. Zwei identifizierte Einzelnukleotid-Varianten wurden als deutliche Verstärker menschlicher Langlebigkeit nachgewiesen, die in verschiedenen Geweben mit erhöhter Synthese von FOXO3 mRNA verbunden ist.